# Visconte di Oxfuird
Visconte di Oxfuird è un titolo nobiliare della parìa di Scozia creato nel 1651 dal re di Scozia Carlo II nel 1651, assieme al titolo sussidiario di lord Makgill di Cousland, per sir James Makgill, I baronetto. Questi era già stato creato Baronetto, di Makgill, nel Baronettaggio della Nuova Scozia il 19 luglio 1625. Alla morte del figlio del primo visconte, la signoria e la vicecontea vennero assunte dalla figlia Cristiana come erede provvisorio. Suo figlio, Robert Maitland Makgill venne riconosciuto Visconte di Oxfuird all'elezione dei rappresentanti scozzesi al parlamento nel 1733 e pertanto venne riconosciuto come erede legittimo.
Ad ogni modo, secondo la decisione della commissione dei privilegi della camera dei lords del 1977, l'erede della baronettia, della signoria e della vicecontea sarebbe stato un parente del secondo visconte, David Makgill, de jure terzo visconte di Oxfuird (m. 1717). Suo figlio primogenito fu sir James Makgill (m. 1661), nipote di sir James Makgill (m. 1579), prozio del primo visconte di Oxfuird. Suo figlio, il quarto visconte, tentò di avanzare pretese sul titolo, ma senza successo. Alla morte del quarto visconte de jure le pretese passarono ad un suo parente, John Makgill, de jure quinto visconte. Questi era nipote del reverendo John Makgill, figlio terzogenito del menzionato sir James Makgill (m. 1661). Suo figlio minore George Makgill, de jure settimo visconte, combatté nell'esercito giacobita per il principe Carlo Stuart, ma ottenne successivamente il perdono regale. Un suo pronipote John Makgill, de jure il decimo visconte, avanzò nuove pretese sui titoli di famiglia. Poco dopo la sua morte nel 1906, venne riconosciuto al suo erede il titolo di baronetto, ma non il titolo di lord e di visconte che rimasero quiescenti. Di conseguenza, suo figlio George Makgill, fu de jure undicesimo visconte, e divenne undicesimo baronetto, di Makgill. Questi continuò ad ogni modo ad inviare delle petizioni per richiedere anche il riconoscimento dei titoli mancanti.
Fu ad ogni modo solo nel 1977 che suo figlio sir John Makgill, XII baronetto, di Makgill, ottenne di poter far vagliare il suo caso dalla commissione dei privilegi della camera dei lords e gli venne riconosciuto il titolo di visconte di Oxfuird. Suo nipote, il tredicesimo visconte, fu vice-speaker della camera dei lords sino alla sua morte nel 2003 e uno dei nove pari ereditari che ottennero di poter rimanere alla camera dei lords dopo il passaggio dell'House of Lords Act 1999.
La sede originaria della famiglia è il castello di Oxenfoord, nel Midlothian, costruito dai MakGills nel XVI secolo.
Il visconte di Oxfuird è inoltre capo armigero del Clan Makgill.

## Visconti di Oxfuird (1651)
- James Makgill, I visconte di Oxfuird (m. 1663)
- Robert Makgill, II visconte di Oxfuird (1651–1706) (titolo quiescente dal 1706)
- David Makgill, de jure III visconte di Oxfuird (m. 1717)
- James Makgill, de jure IV visconte di Oxfuird (m. 1747)
- John Makgill, de jure V visconte di Oxfuird (1676–1762)
- Arthur Makgill, de jure VI visconte di Oxfuird (1709–1777)
- George Makgill, de jure VII visconte di Oxfuird (1723–1797)
- John Makgill, de jure VIII visconte di Oxfuird (c. 1790–1817)
- George Makgill, de jure IX visconte di Oxfuird (1812–1878)
- John Makgill, de jure X visconte di Oxfuird (1836–1906)
- George Makgill, de jure XI visconte di Oxfuird, XI baronetto (1868–1926) (confermato come XI baronetto, di Makgill, nel 1906)
- (John) Donald Arthur Alexander Makgill, XII visconte di Oxfuird (1899–1986) (titoli confermati nel 1977)
- George Hubbard Makgill, XIII visconte di Oxfuird (1934–2003)
- Ian Alexander Arthur Makgill, XIV visconte di Oxfuird (m. 1969)

L'erede apparente del titolo è il figlio dell'attuale detentore del titolo, Max George Samuel Makgill, Master di Oxfuird (n. 2012).